# Poslední žena
Poslední žena (francouzsky La Dernière Femme, italsky L'ultima donna) je francouzsko-italský dramatický film z roku 1976, který režíroval Marc Ferreri. Snímek měl světovou premiéru 21. dubna 1976.

## Děj
Gérard je motocyklový nadšenec a pracuje jako inženýr v továrně v Créteil. Protože ho opustila jeho žena Gabrielle, musí svého malého syna Pierrota vychovávat sám. Když vyzvedává syna z jeslí, seznámí se s vychovatelkou Valérií. Ta se chystala odjet do Tuniska se svým milencem Michelem, ale souhlasí s tím, že bude chvíli bydlet v Gérardově bytě na předměstí. Valérie brzy zažije mateřské city k Pierrotovi, pak soucítí s Gabrielle, která je přišla navštívit, a s Reném, přítelem Gérarda. Velmi rychle se ale Valérie, která si uvědomí, že je pro Gérarda pouze ženou-objektem, jehož žárlivost roste, vzbouří a odmítá společné soužití. Gérard toto zpochybňování nepřijímá, konflikt je nevyhnutelný.

## Obsazení
| Ornella Muti        | Valérie   |
| Gérard Depardieu    | Gérard    |
| Michel Piccoli      | Michel    |
| Renato Salvatori    | René      |
| Giuliana Calandra   | Benoîte   |
| Zouzou              | Gabrielle |
| Benjamin Labonnelie | Pierrot   |

## Ocenění
- César: nominace v kategorii nejlepší herec (Gérard Depardieu)